# Vinkel (Denemarken)
Vinkel is een plaats in de Deense regio Midden-Jutland, gemeente Viborg. De plaats telt 230 inwoners (2008).